# 捕捉、絕育、釋放

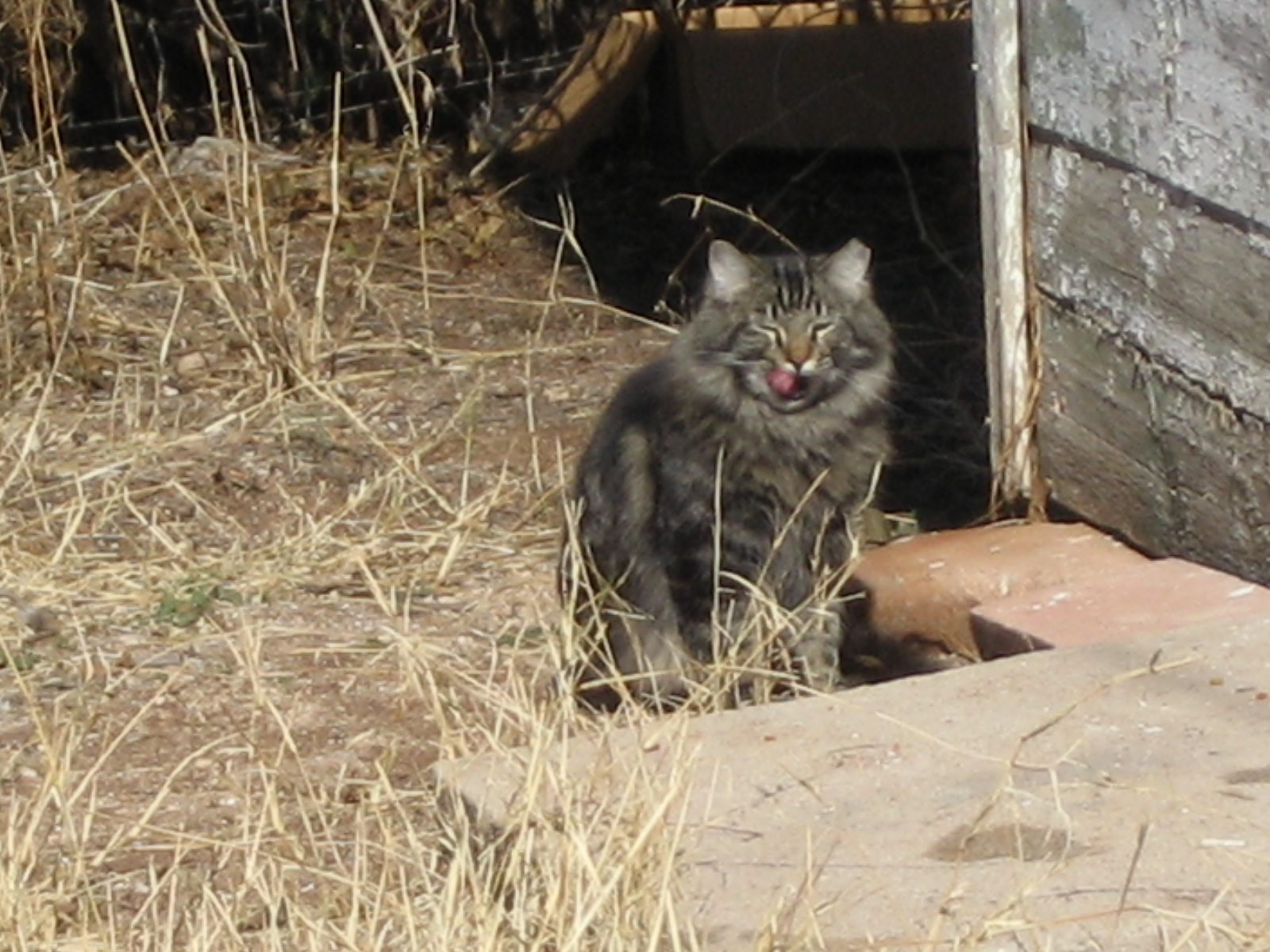
放回原地的流浪貓

誘捕、絕育、放回原地（英語：Trap Neuter Return，縮寫：TNR）或誘捕、絕育、回置，是一種以人道方式管理和減少流浪貓數量的方法。TNR藉由對流浪貓施以絕育手術，使之無法繼續進行繁殖，從而控制流浪貓族群的增長速度。自從1980年代後期和1990年代早期，數個動物保護團體相繼在美國推廣TNR的做法。

## 理論
在早期，TNR原為「誘捕、絕育、釋放」（Trap Neuter Release）的縮寫。後來歐美的相關團體把TNR中的「Release」（釋放）一字改成「Return」（放回原地、回置），以強調絕育後的犬貓會被放回原來發現和捕捉牠們的地方，而不是隨意釋放到非其原生環境當中。回置的目的是避免流浪犬貓陷入無法適應新環境而難以生存之風險當中，因此放回原處是較合乎人道精神的做法。另外，也有部份動物保護團體開始把TNR改稱為「CNR」（Catch Neuter Return；捕捉、結紮、放回原處），以「捕捉」取代「誘捕」，使其字面意義上更貼近實務操作的過程。
近年來，為了防疫的考量，無論是政府機關抑或是動物保護團體都開始採用誘捕、絕育、注射疫苗、放回原地（Trap Neuter Vaccinate Return，縮寫：TNVR）的做法，在原來TNR的程序上增加了注射狂犬病疫苗的步驟，作為預防狂犬病擴散的重要手段。
當一群流浪動物依靠資源駐留於當地，往往因為沒有結紮而繁殖增加數量，當資源不足以支撐整個族群生命所需，將會產生攻擊行為及族群外移，造成社會問題。若將區內的流浪貓移除，周遭區域的流浪貓將會受食物及地盤等生存資源吸引而來，填補空缺，亦即所謂的「真空效應」（vacuum effect）。
透過結紮（以雌性動物優先），可抑制動物於每年所繁殖出龐大的生物數量，而結紮的同時亦可進行流浪動物篩檢，將具有危險性的流浪動物移出當地地區，而可存於社會無害的流浪動物則放回原地。此理論主張因為一個地區所能供給流浪動物生活及駐留的資源是有限的，透過這些對人類沒有攻擊性的流浪動物，可將當地生活所需資源給佔據，並以流浪動物本身所具備的地域性將外來的流浪動物驅趕，讓地區中流浪動物的數量維持在一定範圍內；但是動保團體對此理論的看法歧異不一，對於資源佔據與可不可餵食的論點有所異同。

## 具體做法
由獸醫師對貓施以絕育手術。絕育手術有二種方式，第一種方式就如人類例行性的絕育手術一樣，只針對子宮（母畜）和輸精管（公畜）結紮；而另一種方式則是子宮卵巢摘除術和睪丸摘除術。
單純以絕育定義上來看，以上兩種方式皆能達到絕育目的（阻止受孕），但對貓的生理和行為方面卻有不一樣的後續影響。基於以後貓的健康及行為著想，國內外一般也建議使用後者的方式進行手術。因為結紮手術的方式會保留貓的子宮卵巢或睪丸，故仍一直產生荷爾蒙；而貓的生理和人類不盡相同，在貓母畜上並沒有更年期，直到去世前仍會一直發情。荷爾蒙的產生，讓貓仍會進行交配行為，只是絕大多數機率不會懷孕，仍有懷孕的風險。
而由於子宮卵巢或睪丸摘取的方式是把器宮移除（卵巢、子宮角、子宮頸和部分子宮體），因此荷爾蒙的分泌也會減少，從而可以預防生殖系統上的疾病。在母畜上，可以避免子宮蓄膿、卵巢囊腫、濾泡囊腫、生殖系統腫瘤、假懷孕等問題，而且若能在幼年時進行更可以達到預防乳房腫瘤的發生；在公畜上，則可避免睪丸及圍肛腺腫瘤的發生。至於行為方面，由於摘除器官後的犬貓不會發情交配，因此可以減少一些造成人類困擾的行為發生。例如，減少公貓到處噴灑尿液標示領地的行為、避免流浪貓因發情時出現「貓叫春」的行為、避免貓發情時因求偶而出現的吠叫和攻擊行為等。
流浪貓完成絕育手術後，一般會以剪去耳朵的一小部分作為已絕育的標記。在實務上，剪耳標記的方式到目前為止仍未有一致共識，因執行單位的不同考量而有所差異，其中包括剪去耳翼側面一小部份（半圓形或三角形）、剪去耳尖的一小部份（半圓形或三角形）或水平剪去耳尖呈現180度平角等方式。不過，由於剪耳翼或耳尖一小部份後，耳朵外觀上與貓因打鬥所造成之耳朵撕裂頗為相似，且半圓形或三角形之缺角在打鬥過程中也可能更容易使耳朵撕裂，加上此標記方式剪去的耳朵面積通常較小，不利於遠距離觀察怕人之流浪犬貓是否有作耳朵標記。因此，大部份的團體都建議採用剪平耳尖的做法。另外，目前大部份的團體也會同時採取「男左女右」的標記方式，公畜一律於左耳作標記、母畜則在右耳作標記，如此在日後便可進一步排除耳朵之缺角是非人為因素（如貓之間的打鬥）所造成。
剪耳標記的最終目的是要讓不認識該貓的民眾在不靠近、不接觸、不捕捉之情況下，單純透過外觀上的觀察便可成功辨識貓是否已經絕育，從而避免不必要的重複捕捉及手術，概可減少貓的壓迫，也可避免捕捉人力及手術成本的浪費，更重要的是可以免去貓再度進行手術時的風險。
已經完成絕育手術的貓，在休養一段時間後將會被帶回原本捕捉之地點進行釋放。

## 各地狀況

### 台灣
- 壽山國家自然公園，經過4年的高強度TNVR，壽山母犬絕育率達85%、半屏山區達74%。110～111再次進行浪犬及山羌族群量研究，清華大學助理教授顏士清團隊發現浪犬數量微幅下降，有效抑制出生率，顯示TNVR可暫緩族群數量上升，但要減低族群量仍須搭配移除安置。根據110到111年調查，壽山地區的山羌減少超過90%，目前推估數量僅剩50到63隻，已出現區域性滅絕的可能，而推測流浪犬是造成山羌數量下滑的主因(但無確切證據），零撲殺政策上路已6年，應有配套措施。[2]
- 臺北市動物保護處於2013年把原來在臺北市行之有年的「街貓絕育回置TNR方案」升級為「街貓友善照護行動方案」（Taipei Cat Care Programme，TCCP）[3]，內容主要是補助與臺北市動保處合作之民間團體實施TNVR以及後續領域護理（例如乾淨餵食、定期施打狂犬病疫苗、點除蚤藥等）的經費。此方案同時提供志工教育訓練課程與認證，通過認證的志工方能執行TCCP補助計畫的工作[4]。
- 臺北市動物衛生檢驗所於2006年7月開展「街貓絕育回置TNR方案」，試驗先進國家使用之街貓絕育方於臺北市實施之可行性，為臺灣政府單位首次嘗試採用TNR的方式處理流浪貓問題。臺北市動檢所結合民間資源以及志工人力，與社團法人台灣認養地圖協會、臺北市流浪貓保護協會、台灣動物不再流浪協會、台灣動物協會、台灣收容動物關懷協會等民間團體以及愛心媽媽合作，補助其執行社區流浪貓TNR計畫的費用，但動保團體或相關人士需要與有意願合作之里長簽訂合作條約，方能合法執行方案[5]。街貓TNR方案首年於臺北市大安區新龍里試辦[6]，並完成80隻街貓的TNR工作。同年執行「新龍里居民意見調查分析」發現超過六成里民支持街貓TNR政策，有72%的里民認為TNR可改善生活品質。在2007年，街貓TNR方案推展至大安區建安里、龍淵里；文山區興昌里及士林區天福里。於2008年再度擴大實施範圍共20個里（社區）。於2009年度再次擴大實施範圍至32個里，且增加補助動保團體500隻以上的街貓TNR施作[7]。同年針對32個辦理TNR區域進行「里民民意滿意度調查」，發現有高達75.6%的受訪市民表示支持此方案，顯示多數受訪市民支持藉由TNR方式控制街貓數量[7]。2010年時，方案執行的區域首次突破100個里，而在2012年更達到207個里，顯示此方案的確能夠有效解決市內街貓衍生之社會問題[8]。根據臺北市動物保護處的調查資料，2005年臺北市內的街貓總數為14,499隻，而在2013年街貓的數量，花了8年時間下降至4879隻。
- 新北市瑞芳區光復里存在數百隻流浪貓，近年來由部落客簡佩玲發起「有貓相隨，猴硐最美」及「小貓掌日」等活動，募集義工及資源進行流浪貓TNR，以控制當地流浪貓的數量，避免過度繁殖。另一方面，義工自發性地固定餵食當地流浪貓以及處理其相關醫療事務，獲得里長與當地居民的認同。後來當地更以貓為主題，成為新觀光景點而聲名大噪，被外界稱為，也被美國CNN評選為「世界六大賞貓景點」之一[9]。然而，此舉卻使外界民眾誤以為把貓棄養至此處可以得到良好的照顧[10]。為此，新北市動保處自2015年6月起開始為猴硐的街貓進行TNVR並造冊管理。於同年的11月，總共為189隻猴硐街貓完成絕育手術以及造冊。另外，也針對在猴硐棄貓的人士進行開罰[11]。不過，事隔半年，新北市動保處在猴硐造冊管理的街貓已增加至240隻，在2017年6月則上升至274隻[12]，顯示猴硐的棄貓事件似乎並沒有因為開罰而停歇[13][14]。新北市農業局長李玟表示，棄貓的人以為在猴硐的街貓都會有人固定餵食，生病了也會有人會帶去看醫生，因此就將不想養的家貓丟棄在此，殊不知家貓在陌生的環境下極難存活[11]，且就算存活，也會對生態造成的破壞[15]

### 印度
- 印度當地動物保護團體已實施動物繁殖管控（Animal Birth Control，ABC）計畫已二、三十年以上，但早期由於民間團體和當地政府各行其是，導致執行成效不彰。但近年來，由於新任官員上任，ABC計畫得到全面支持，流浪動物數量已顯著減少。另一方面也透過幫助流浪動物施打疫苗，避免人畜共病的散播，因此獲得大多數民眾支持流浪動物絕育控制[16]。

### 美國
- 自1994年起，美國舊金山市已廢除安樂死政策，成為全美第一個不撲殺貓狗的都市，之後美國很多其他的都市也仿效舊金山市的政策，此一模式也被譽稱為「舊金山模式」。「舊金山模式」不在下游廣設收容所，而是從上游推動強制絕育；廣泛實施TNVR；執行動物救援；嚴格管制寵物繁殖與買賣。在下游則加強狗貓認養，並由大量義工協助寄養無主之傷、病、未斷奶狗貓，舊金山當地即有數百名義工參與各項工作。透過廣泛為流浪貓實施TNR，十年內舊金山的貓被安樂死的數量降低了73%。(但安樂死依然持續作為一個手段來控制。)

### 香港
- 香港愛護動物協會（SPCA）指出，透過人道毀滅來控制貓隻數量，不但不人道，而且成效很低。這些擁有頑強生命力的貓兒會不斷繁殖，填補被移除的數量。因此，香港愛護動物協會於2000年8月，展開「貓隻領域護理計劃」（Cat Colony Care Programme，CCCP），以人道方法管理流浪貓的族群數量。CCCP更在2002年獲得香港政府承認與支持。從2000年開始，CCCP每年絕育的街貓數量快速成長，從2000年的288隻大幅上升至2013年的6123隻，累計至今已為超過61000隻街貓進行TNVR。另外，歷年的統計資料顯示，香港漁農自然護理處以及香港愛護動物協會每年人道毀滅的街貓數量從2000年的6,971隻大幅下降至2013年的3,470隻，而且有持續下降的趨勢，顯示了CCCP的顯著成效[17]。

### 澳門
- 自2007年，澳門民政總署推行流浪貓TNVR計畫。直至2012年初，民署已成功將1,000隻流浪貓絕育後放回，使部份地區由流浪貓引致的問題得到了些許的改善[18]。

## 目的

### 族群控制
家貓一年平均可生產3次，每胎可生出3－6隻幼仔。
對流浪貓進行TTVARM（捕捉-測試-接種-絕育-釋放與追蹤）後，幼貓於校園中被捕捉的比例明顯下降，同時已絕育的貓隻的再捕獲率則明顯提高。長期推廣TNR與認養後，校園中的貓隻數量減少66%（9年後從68隻減少至23隻）。並且由於新移入的貓隻很快的就被絕育，因此執行三年後校園中即未再發現幼貓。
雖然有少數的研究表示TNR在一至兩年內在某些情況下可能會失敗，但更多近年研究顯示，TNR在短期、長期控制都有正面效果。然而，這些TNR的成果都奠基於較為細緻的TNR執行方式，包括高強度、高密度，並須搭配狗貓數量統計等方式才能達成，目前台灣眾多執行TNR的官方與民間機構中，有在進行統計與高強度的組織，僅有社團法人台灣懷生相信動物協會，且僅執行於犬。

### 疾病控制
世界衛生組織（WHO）於2004年在日內瓦舉行的狂犬病諮詢會中指出：「無證據顯示單靠移除犬隻能夠對犬隻族群的數量密度有重要影響...就算是以最高移除速度的紀錄（約15%之犬隻數目），已移除之犬隻數目很容易被剩餘的犬隻填補。」因此，光靠捕捉移除並無助於流浪犬貓的族群管理。而世界衛生組織於2013年出版之狂犬病專家諮詢建議書（WHO Expert Consultationon Rabies）第九章（p.64）指出：「大規模為有主犬隻接種狂犬病疫苗被證明是控制犬隻狂犬病散播的有效方法生。
雖沒有任何證據顯示無差別移除犬隻能有效降低犬隻族群密度或阻斷狂犬病的散播。
但無差別大規模撲殺犬隻(包含有人飼養隻有主犬隻)不應被列為狂犬病控制對策的一環：無差別撲殺不僅無效，同時會對疫苗接種計劃造成反效果。
另外，建議書第九章第五節指出：「人道的犬隻族群管理主要是透過落實飼主責任、提供絕育服務及基本犬隻健康照護達成。對於犬隻狂犬病疫情控制而言，犬隻族群管理的目的是促進和維持疫苗接植的覆蓋範圍和減少犬隻危險行為的發其他效益（例如就犬隻福利和問題行為面向而言）。故犬隻族群管理應該有助於犬隻狂犬病之防疫工作。目前，關於探討人道犬隻族群管理計劃對於狂犬病疫情控制（以及其他相關效益）的影響的相關著作仍然有限，若有進一步的評估研究將會更好。」

### 環境管理
政府單位通常以TNVR後回置到社區的貓仍會造成當地交通、衛生、疾病等問題而反對執行TNVR。但是，目前台灣的公立收容所最大收容量只有7110隻，公部門捕捉撲殺的速度再快，也快不過環境中龐大的既存流浪貓繁殖的速度，街頭上永遠都存在流浪動物，社區內已絕育回置的流浪貓可防止老鼠、蟑螂等人們更難以防堵的生物大量繁殖，有利於社區的衛生管理。

### 人道主義
世界動物衛生組織（OIE）出版之陸生動物健康法典（Terrestrial Animal Health Code）第七章關於流浪犬族群控管（Stray Dog Population Control）中的第七章第七節第六條指出：「基於國情與當地情況，可以分別實施或結合採用下列管制辦法，單獨採用安樂死處置犬隻不是有效的管制措施；如果使用，應該以人道方式處置（參閱條文7.7.6第11點）結合其他措施達到長期有效控制，同樣重要的是，主管當局必須了解民眾對於擁有犬隻的態度，以便能夠擬訂輔助辦法控制犬隻數量。」
根據台大費昌勇教授狗咬人問題研究，犬隻攻擊事件多為家犬造成（83%為家犬，17%為流浪犬）。以及社區居民兩者的福利，合乎兩者平等。透過TNVR計劃推廣「以絕育代替撲殺」的理念，不僅能將更多愛心人士以及有志之士納為助力，也能夠讓居民有機會接受愛護動物的公民教育。

## 爭議

### 族群控制
一篇評論性文章宣稱TNR無法減少野貓數量。雖然高成效絕育理論上可降低群體數量，實際上卻可能因為新移入貓隻而失敗。一篇研究指出只有在百分之五十以上的貓隻數量被外力移除情況下，方能以TNR減少群體數量，且易受外來流浪貓的遷入所影響。另一篇研究則指出「假設完全沒有外來貓，則必須要至少有百分之七十一到百分之九十四的貓絕育才能減少野貓數量」；作者指出某些長期研究發現貓群數量未減，而有幾個案例反而因為外來貓而增加了，此乃因為貓群數量不穩定且大量的貓隻於城市與林地間遷徙，而且當該地有可靠的食物來源時，貓群的密度會激增。實際上並無法遏止流浪動物遷徙。

### 生態環境
許多野生植物和鳥類的擁護組織認為TNR對於流浪貓威脅瀕危物種毫無幫助，野生動物協會聲明「縱使保守估計捕獲獵物影響，數量仍然十分龐大。餵食野貓無法阻止其獵殺野生動物......」。TNR 無法防止流浪動物攻擊事件發生。在人類生存的城鎮或社區中，貓是位於食物鏈頂端的掠食動物，獵殺是貓的天性，不一定是為了進食，故棄養會對生態系統造成嚴重破壞，而放回原處（Return）無法改善棄養所造成的生態問題。

### 執行困難
一些學校機關有社團組織於自己的校園之中實施TNR，宣稱流浪狗有地域性能減少外來流浪狗進入校園，然而在部份校園之中有學生任意餵食的環境下反而造成流浪狗族群日漸擴大。也有民眾私自認為學校內的流浪狗多一兩隻無法察覺，自行將寵物狗遺棄於校園之中。以義務志工進行流浪動物的控制管理太過理想化，實際上並沒有充足人力。因為 TNR 需長時間執行，流浪動物數目不會短時間驟減，並可能受到遺棄動物影響。當在校園中依賴學生推行 TNR 時，因為每年度學生對TNR觀念及熱心程度不同，造成成效有落差。更由於至今沒有學生願意負起責任將被TNR的動物帶回家做終生照料，皆用學校場地，造成不喜歡動物以及被攻擊的師生困惱。由於流浪狗不如流浪貓怕人，TNR之後仍有機率對人類有攻擊性行為。就算絕育，流浪動物排泄物的問題依然存在，社會必須耗費人力物資清除排泄物。
TNR於數學模型與實務經驗上，若要有成效，絕育的強度必須達到70%或以上，才能夠達到減量的目的。然而在實務上，要了解是否達到預定之絕育強度，就必須先知道貓總量，以詳細規劃、紀律的方式分區執行絕育，通常需要專職的計數以及捕貓人員。此方法勢必會增加相關團體執行之成本，因此目前台灣的TNR協會和政府計畫，除社團法人台灣懷生相信動物協會以外，都未正式引入此方法，導致成效堪慮。

### 人道主義
生命的基本行為是物質能量代謝（進食）與自我複製（繁殖），故「絕育有違生命的基本意義，且無助流浪動物覓食生存」，TNR目前尚無法被所有社會大眾全盤接受。民眾尚未擁有正確動物飼養觀念，易棄養於TNR區域。TNR仍然存在一些非傳統方法使TNR無法被普遍性地接受，控制TNR動物族群易受其他因素干擾。
英國世界動物保護協會（WSPA）與防止虐待動物協會（RSPCA）曾在2007年針對歐洲13個國家的流浪動物處理，出版一份名為「歐洲流浪動物管制實務—跨歐流浪犬貓數量控管實務調查報告。」其中，曾有執行全國TNR經驗的希臘政府即表示：TNR是有問題的公共政策，原因在於此政策致使飼主將他們的狗「拋棄」於「他們認為狗會被照顧的地方。」台灣動物社會研究會認為一旦飼主責任觀念崩盤，流浪狗源頭不絕，那麼「寵物繁殖買賣業」、「飼主棄犬成為流浪動物」、「流浪動物TNR由政府負擔經費與責任」三者間，將形成弔詭的「產業鏈」－－寵物繁殖買賣業、TNR獸醫、無辜動物生命、愛心人士心力、民間善款、全體納稅人匯聚的政府公帑，將成為一個不斷消耗公帑的惡性循環。

## 後續
有鑑於TNR造成的爭議，目前部份校園內相關社團團體正逐步修正執行方法。透過演講、義賣、生命教育講座等方式，加強學生對流浪動物的認知，減低因為不瞭解而產生的恐懼。進行校內流浪動物數量的登記與管理，新出現的滯留流浪動物優先TNR。同時對已經TNR流浪動物進行管理及區域的環境維護，負責相關申訴流浪動物事件的後續處理，對於有攻擊性的流浪動物進行移置，行為不良之流浪動物進行教育，流浪動物之衛生管理。逐步進行周遭地區的TNR，降低因流浪動物的流動造成的相關問題。目前執行上述方法的校園的流浪動物數量皆有趨於穩定的跡象。且學生的機動力較學校行政機關為高，能快速及準確的處理相關問題。平時並進行流浪動物的登記，能於流浪動物事件發生後與新的流浪動物遷入時，快速的篩選與比對目標。